# Луїс Альберто Ромеро
Луї́с Альбе́рто Роме́ро Альконче́ль (ісп. Luis Alberto Romero Alconchel; нар. 28 вересня 1992 року, Сан-Хосе-дель-Вальє, Іспанія) — іспанський футболіст, атакувальний півзахисник італійського клубу «Лаціо».

## Кар'єра

### «Севілья»
До потрапляння в основну команду «Севільї» Луїс Альберто грав в резервних клубах андалусців — «Севільї C» і «Севільї B». В основному складі Луїс дебютував 10 листопада 2010 року в 1/16 фіналу кубка Іспанії проти «Реал Уніона», вийшовши на заміну на 69-й хвилині замість Алехандро Альфаро.

### «Барселона Б»
Сезон 2012/13 Луїс Альберто провів у «Барселоні Б» на правах оренди, зігравши в 37 матчах і відзначившись 9 голами і 16 точними передачами. «Барселона» мала можливість викупити гравця, проте не стала активувати опцію в трансферному контракті.

### «Ліверпуль»
22 червня 2013 «Ліверпуль» оголосив про підписання довгострокового контракту з нападником.
1 вересня Луїс Альберто дебютував у чемпіонаті в матчі проти «Манчестер Юнайтед».

## Титули і досягнення
- Володар Суперкубка Італії (2):

«Лаціо»: 2017, 2019
- Володар Кубка Італії (1):

«Лаціо»: 2018-19
- Володар Кубка зірок Катару (1):

«Ад-Духаїль»: 2024-25